# 阿克萨姆斯
阿克萨姆斯是奥地利蒂罗尔州因斯布鲁克兰县的一个市镇。总面积22.2平方公里，总人口5499人，人口密度247.7人/平方公里（2011年）。